# SHISA2
SHISA2 (англ. Shisa family member 2) – білок, який кодується однойменним геном, розташованим у людей на 13-й хромосомі. Довжина поліпептидного ланцюга білка становить 295 амінокислот, а молекулярна маса — 31 375.
| 10         |  | 20         |  | 30         |  | 40         |  | 50         |
| ---------- |  | ---------- |  | ---------- |  | ---------- |  | ---------- |
| MWGARRSSVS |  | SSWNAASLLQ |  | LLLAALLAAG |  | ARASGEYCHG |  | WLDAQGVWRI |
| GFQCPERFDG |  | GDATICCGSC |  | ALRYCCSSAE |  | ARLDQGGCDN |  | DRQQGAGEPG |
| RADKDGPDGS |  | AVPIYVPFLI |  | VGSVFVAFII |  | LGSLVAACCC |  | RCLRPKQDPQ |
| QSRAPGGNRL |  | METIPMIPSA |  | STSRGSSSRQ |  | SSTAASSSSS |  | ANSGARAPPT |
| RSQTNCCLPE |  | GTMNNVYVNM |  | PTNFSVLNCQ |  | QATQIVPHQG |  | QYLHPPYVGY |
| TVQHDSVPMT |  | AVPPFMDGLQ |  | PGYRQIQSPF |  | PHTNSEQKMY |  | PAVTV      |

A: Аланін

C: Цистеїн

D: Аспарагінова кислота

E: Глутамінова кислота

F: Фенілаланін

G: Гліцин

H: Гістидин

I: Ізолейцин

K: Лізин

L: Лейцин

M: Метіонін

N: Аспарагін

P: Пролін

Q: Глутамін

R: Аргінін

S: Серин

T: Треонін

V: Валін

W: Триптофан

Кодований геном білок за функцією належить до білків розвитку. 
Локалізований у мембрані, ендоплазматичному ретикулумі.